# جامعة غالوديت
جامعة غالوديت  /ˌɡæləˈdɛt/ هي جامعة خاصة ذات ميثاق فيدرالي لتعليم الصم وضعاف السمع. يقع حرمها الجامعي في واشنطن العاصمة على مساحة 99 أكر (0.40 كـم2).
تأسست جامعة غالوديت عام 1864، وكانت في الأصل مدرسة لقواعد اللغة للأطفال الصم والمكفوفين. كانت أول مدرسة للتعليم المتقدم للصم وضعاف السمع في العالم، وما زالت مؤسسة التعليم العالي الوحيدة التي صممت فيها جميع البرامج والخدمات خصيصًا لاستيعاب الطلاب الصم وضعاف السمع. يُقبل الطلاب السامعون في كلية الدراسات العليا، كما يُقبل عدد صغير من الطلاب للبكالوريوس كل عام. سميت الجامعة باسم توماس هوبكنز غالوديت ‏، وهو شخصية بارزة في النهوض بتعليم الصم.
جامعة غالوديت ثنائية اللغة رسميًا، حيث تستخدم لغة الإشارة الامريكية (ASL) والإنجليزية المكتوبة في التدريس ومن قِبل مجتمع الجامعة. على الرغم من عدم وجود متطلبات محددة لإتقان لغة الإشارة الأمريكية للقبول في المرحلة الجامعية الأولى، إلا أن العديد من برامج الدراسات العليا تتطلب درجات متفاوتة من المعرفة باللغة كشرط مسبق.

## التاريخ

### ملخص

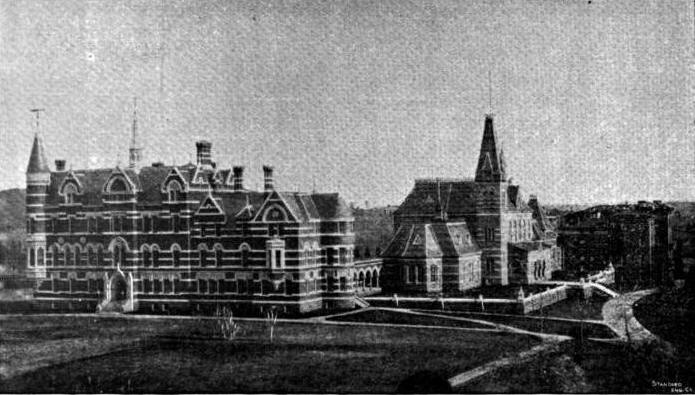
معهد كولومبيا للصم، حوالي عام 1893 ، قبل وقت قصير من تسمية القسم الجامعي باسم ت.هـ. غالوديت

في عام 1856، أصبح المُحسِن والمدير العام لهيئة بريد الولايات المتحدة ‏ السابق أموس كيندال على علم بالعديد من الأطفال الصم والمكفوفين في واشنطن العاصمة، والذين لم يتلقوا الرعاية المناسبة. حصل كيندال على حكم محكمة أن يصبح الأطفال تحت رعايته، وتبرع بـ2 أكر (8,100 م2) من أرضه لإقامة سكن ومدرسة لهم. كان إدوارد مينر غالوديت ‏ أول مشرف على المدرسة الجديدة. في وقت لاحق، اقترح جون كارلين وضع نصب تذكاري لتوماس هوبكنز غالوديت ‏ مع أليس كوغسويل.

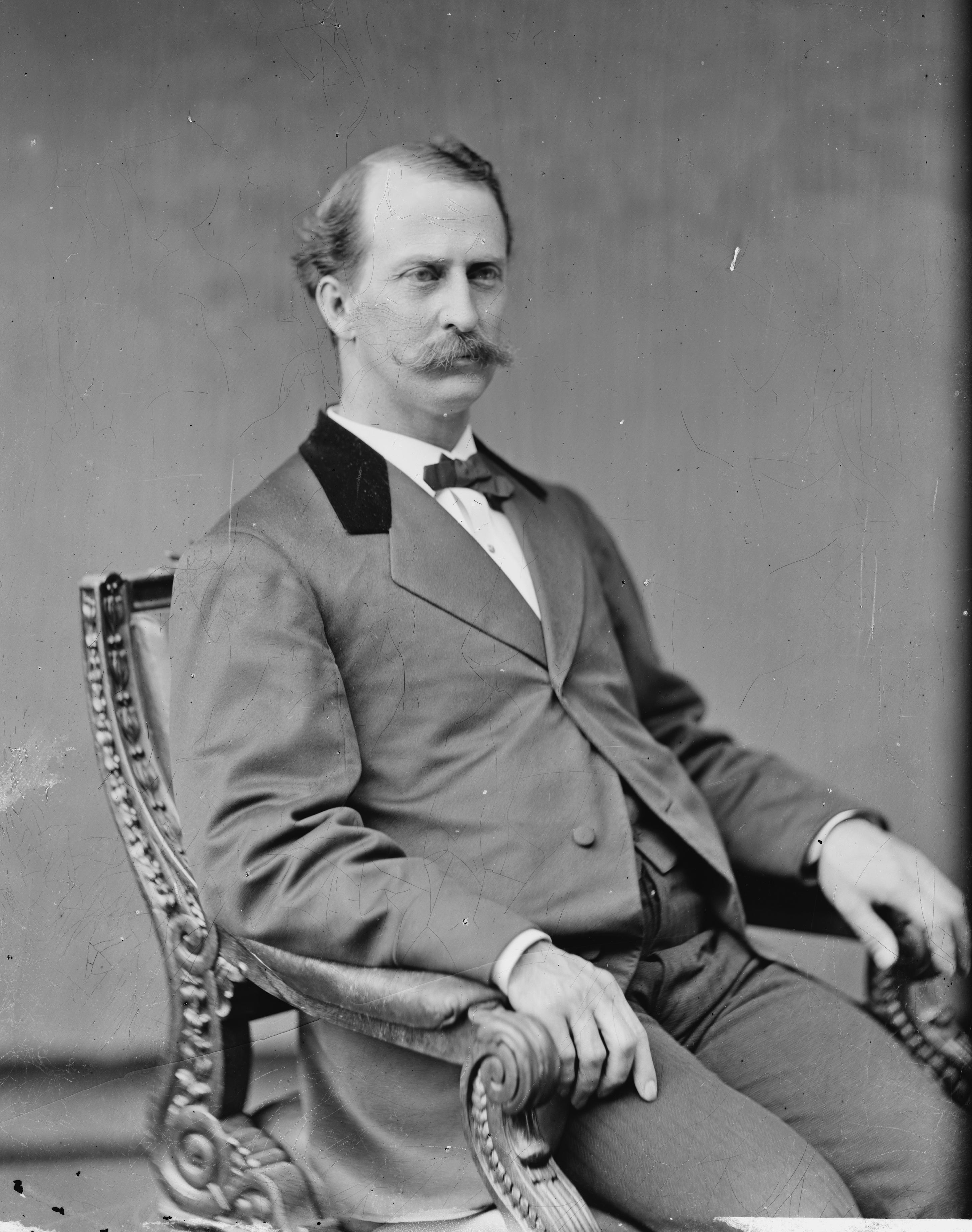
إدوارد م. غالوديت

في عام 1857، أقر الكونغرس الرابع والثلاثون القانون رقم 806، الذي وضع ميثاق مدرسة القواعد كمؤسسة باسم كولومبيا لتعليم الصم والبكم والمكفوفين وموّلت تكاليف التعليم للصم أو البكم أو المكفوفين المُعوِزين الذين ينتمون إلى مقاطعة كولومبيا. بعد سبع سنوات، في عام 1864، أذن الكونغرس الثامن والثلاثون للمؤسسة بمنح الشهادات الجامعية وتأكيدها. أصبح قسم الكلية يعرف باسم الكلية الوطنية للصم والبكم. في العام التالي، في عام 1865، ألغى الكونغرس الثامن والثلاثون التعليمات التي مفادها أن المؤسسة كانت لتعليم المكفوفين، وأطلق عليها اسم معهد كولومبيا لتعليم الصم والبكم .
في عام 1954، عدّل الكونغرس ميثاق المؤسسة، وغيّر اسم المؤسسة إلى كلية غالوديت ، والذي كان الاسم الرسمي لقسم الكلية منذ عام 1894.
كان جورج إرنست ديتمولد خلال السنوات الـ 17 التي قضاها عميداً للكلية في الخمسينيات والستينيات، شخصيةً مهمةً في مساعدة الكلية على تحقيق الاعتماد. كما قاد الكلية لتطوير أقسام جديدة، وخاصة الدراما. قام بإخراج عروض مسرح غالوديت، والتي أدت في النهاية إلى بدء المسرح الوطني للصم ‏.
في عام 1986، عدل الكونغرس مرة أخرى ميثاق المعهد، وأطلق عليه اسم جامعة غالوديت .

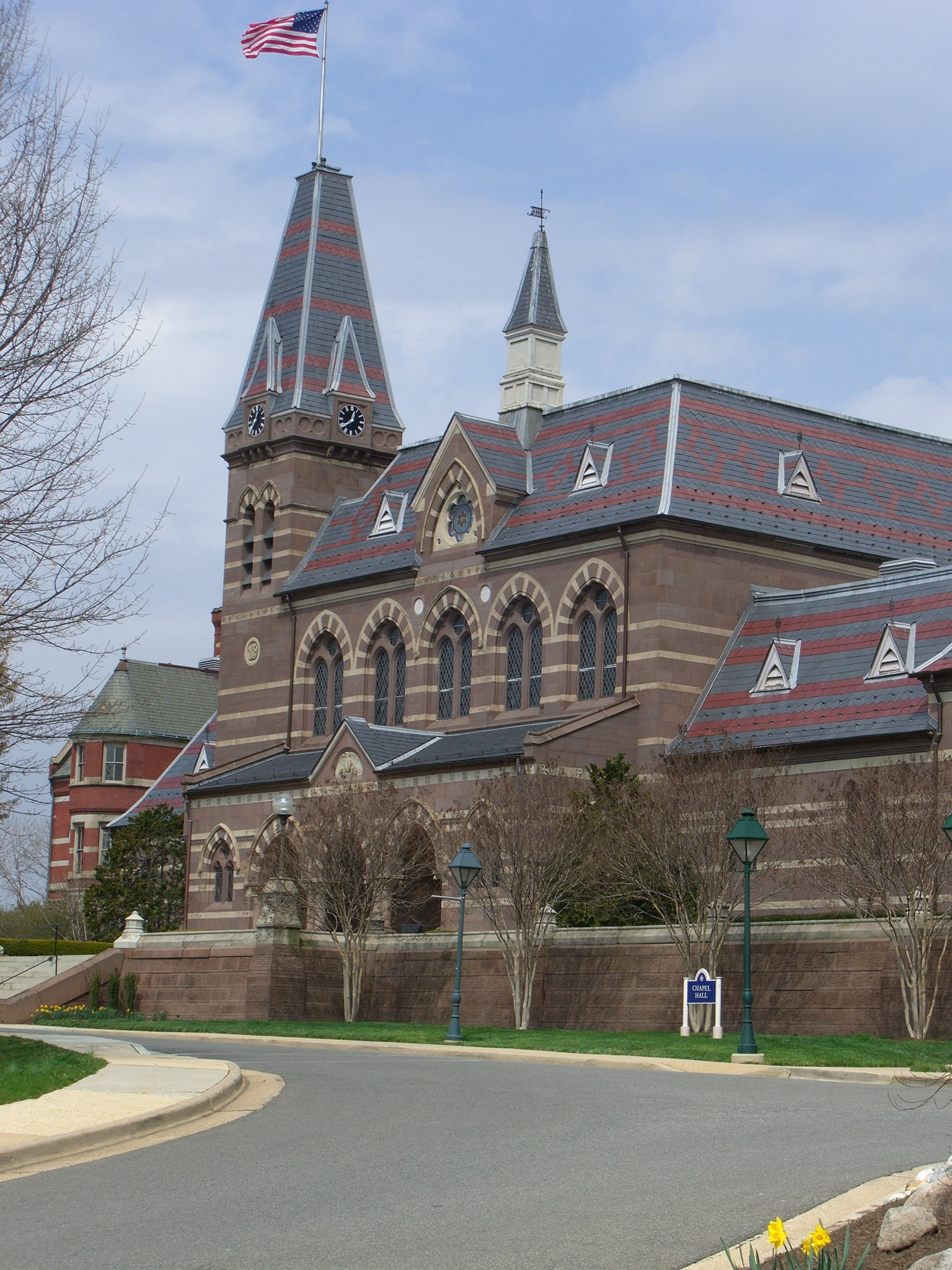
مبنى تشابيل هول

المدرسة تأسست في عام 1857 بجهود كبيرة من قبل العديد من المواطنين المهتمين من واشنطن العاصمة. منزلين استخدما، أحدهما متملّك والآخر مستأجر. في 1 نوفمبر عام 1858، قُدّم التقرير السنوي الأول إلى أمين الداخلية.
خلال السنة الثانية من عمل المدرسة (1858-1859)، ضمت 14 من الطلاب الصم و 7 من الطلاب المكفوفين. المشرف غالوديت، متوقعا النمو في المستقبل، طلب المال من أجل المزيد من المباني، منددا بحقيقة أن المال لم يصدر في السنة السابقة بسبب مشاكل في الميزانية الاتحادية. التقرير السنوي الثاني قدم 5 نوفمبر 1859.
خلال العام الدراسي الثالث (1859-1860)، ناشد كيندال الحكومة الاتحادية للحصول على أموال لنقل المدرسة إلى منطقة أوسع. أشاد غالوديت بكيندال لتبرعه بالمال اللازم لبناء مبنى جديد; ومع ذلك، كان كلا المبنيين عند أقصى طاقتيهما الاستيعابية. كانت هناك 24 من الطلبة الصم، مما استلزم معلما ثانيا للصم. معلم6 الطلاب الستة المكفوفين استقال بسبب ظروف صحية.
بحلول العام الدراسي 1860-1861 كانت الحرب الأهلية جارية منذ أكثر من ستة أشهر. غالوديت ذكر أن الطلاب كانوا آمنين مطمئنين. كان هناك 35 من الطلاب الصم و 6 من الطلاب المكفوفين خلال العام الدراسي. تم التعاقد مع معلم فنون للمرة الأولى.
خلال 1861-1862، استخدمت أموال جديدة مقدمة للتعليم الصناعي لاستئجار متجر قريب لتعليم صناعة الخزانات للطلاب الذكور. كانت الخطط جارية لإنشاء مبنى جديد باستخدام مبلغ 9000 دولار خصصه الكونغرس للمدرسة. كان هناك 35 طالبا أصما و 6 طلاب مكفوفين. خلال عطلة في أغسطس / آب، استخدمت مجموعة من القوات المبنى من الطوب كمستشفى، وساعد بعض الطلاب الذين بقوا خلال الصيف في رعاية الجنود المرضى. توفي جندي واحد. لأول مرة، اقترح غالوديت توسيع المدرسة لإنشاء كلية للطلاب الصم.
حتى مع اكتمال البناء الجديد للعام الدراسي 1862-1863، كانت المدرسة لا تزال عند طاقتها الاستيعابية وكانت هناك حاجة إلى المزيد من الأموال لشراء 13 أكر (53,000 م2) من الأراضي المجاورة ومن ثم بناء المزيد من المباني. طلب غالوديت المال للحصول على المياه في النهر عن طريق أنبوب، لأن الخزان الحالي والآبار لم تكن كافية لاحتياجات المدرسة.
تم تقديم دورات على المستوى الجامعي لأول مرة خلال العام الدراسي 1864-1865. قدم الكونغرس موافقة لكولومبيا على منح شهادات جامعية، وتمت الموافقة على قانون تمكين للكلية ووافق عليه الرئيس لينكولن. أقيم حفل تدشين مفصل في يونيو بحضور لوران كليرك. تم شراء 14 فدانا من الأراضي بأموال مقدمة من الحكومة. تمت ترقية غالوديت إلى منصب رئيس المؤسسة، الذي واصل الضغط من أجل التوسع والمباني الجديدة. اقترح غالوديت أيضًا وقف الخدمات للطلاب المكفوفين، قائلا أن العدد الضئيل من الطلاب المكفوفين سيُخدم أفضل في مدرسة المكفوفين في بالتيمور.
زادت أعداد الملتحقين بسرعة خلال العام الدراسي 1864-1865. طلب غالوديت من الحكومة المال لإنجاز العديد من المشاريع، بما في ذلك بناء منزل جليدي وبيت غاز، وخطوط الصرف الصحي، وأكثر من ذلك. استمرت أعمال البناء الضخمة في الحرم الجامعي. تم تغيير اسم القسم الجامعي إلى «الكلية الوطنية للصم والبكم». تم نقل الطلاب المكفوفين إلى مدرسة في بالتيمور.
خلال العام الدراسي 1865-1866، رد غالوديت على انتقادات مؤيدي الأسلوب الشفهي في ولاية ماساتشوستس، قائلا أن التعليم الشفهي عادة ما يكون ذا قيمة ضئيلة للأطفال الصم عند الولادة. اقترح غالوديت أن يتم إرسال ممثل للمدرسة إلى أوروبا لدراسة الأساليب المستخدمة هناك، من أجل تحديد أنواع الأساليب التعليمية التي يمكن إضافتها إلى تلك الأساليب التي يتم استخدامها بالفعل بنجاح في معهد كولومبيا والمدارس الأمريكية الأخرى. تجاوز عدد الملتحقين بجميع مستويات التعليم، بما في ذلك المستوى الجامعي، 100 طالبٍ لأول مرة خلال هذا العام. كان هناك 25 طالبا مقيدين في الكلية، بما في ذلك طلاب من 14 ولاية من جميع أنحاء الاتحاد. التحق إدوارد ألين فاي بالكلية كأستاذ للتاريخ، بعد أن تعلّم الإشارة في طفولته.
في العام الدراسي 1866-1867، تم تمديد مبنى المدرسة الابتدائية وبالتالي تم تقليل المرض. تم تعيين أستاذ للرياضيات لأول مرة. كانت هناك حاجة إلى المزيد من الأموال لاستيعاب الطلاب الإضافيين المتوقع أن يضخموا صفوف المدرسة.
أعطى جالوديت وصفًا مطولًا عن رحلاته إلى أوروبا وكان ينتقد كثيرا مدى تعليم التكلم للأطفال الصم في المدارس الأوروبية للصم. ومع ذلك، أوصى بتوفير قدر محدود من التدريب على الكلام للطلاب الصم في أمريكا لأولئك الذين يظهرون أنهم قادرون على الاستفادة. أخذته رحلاته إلى: دونكاستر، إنجلترا؛ برمنغهام، إنجلترا؛ مانشستر، إنجلترا؛ ليفربول، إنجلترا؛ غلاسكو، اسكتلندا؛ بلفاست، أيرلندا (بلفاست، أيرلندا الشمالية)؛ دبلن، ايرلندا؛ جنيف، سويسرا؛ نانسي، فرنسا، سان هيبوليت دو فورت، فرنسا؛ فيينا، النمسا؛ ليبسيك، ساكسونيا (لايبزيغ، ألمانيا)؛ لوبيك (لوبيك، ألمانيا)؛ فرانكفورت على الماين (فرانكفورت، ألمانيا)؛ بروكسل، بلجيكا؛ زيوريخ، سويسرا؛ روتردام بهولندا باريس، فرنسا؛ فايسنفلز، بروسيا (فايسنفلز، ألمانيا)؛ براغ، بوهيميا؛ (براغ، الجمهورية التشيكية)؛ برلين، بروسيا (برلين، ألمانيا)؛ ميلان، إيطاليا؛ جنوة، إيطاليا؛ تورينو، إيطاليا؛ درسدن، ساكسونيا (درسدن، ألمانيا)؛ لندن، إنجلترا؛ أدنبرة، اسكتلندا؛ بوردو، فرنسا؛ مرسيليا، فرنسا؛ ميونيخ، بافاريا (ميونيخ، ألمانيا)؛ بروج، بلجيكا؛ سانت بطرسبرغ، روسيا؛ أوبو، فنلندا (توركو، فنلندا)؛ ستوكهولم، السويد؛ وكوبنهاجن، الدنمارك.
تم عقد أكبر مؤتمر تعليمي في تاريخ تعليم الصم في ذلك الوقت خلال شهر مايو عام 1868 في واشنطن العاصمة، والذي تكون إلى حد كبير من مديري المدارس للصم. تم تمثيل 14 مدرسة للصم من 22 ولاية مختلفة. كان الموضوع الرئيسي للمناقشة هو التوصيات التي طرحها إدوارد غالوديت فيما يتعلق بإضافة دروس التعبير إلى مناهج المدارس.
في 1868-1869، أكمل الطلاب الأوائل دورة كاملة من الدراسات الجامعية، وتخرجوا جميعا بدرجة البكالوريوس.
توفي مؤسس المدرسة، عاموس كيندال، في نوفمبر 1869. رثاه غالوديت في اجتماع مجلس الإدارة في يناير 1870. تم الانتهاء من البناء المركزي الرئيسي جزئيًا، حيث تم استخدام الغرف في الطابق السفلي وفي الطابق الأول. وُضعت خطط لشراء عقار آموس كيندال، المجاور لمبنى المدرسة. حذر غالوديت الكونغرس من أن ورثة كيندال لديهم خطط لتقسيم العقار إذا لم يتم بيعه لكولومبيا، وبالتالي فإن الأرض لن تصبح متاحة مرة أخرى للشراء ككل.

في عام 1881، استفسرت لورا شيريدان، وهي امرأة تسمع، عن قبول جامعة غالوديت للنساء. قيل لها إن النساء الصم لا يستطعن دخول المؤسسة. في عام 1887 وافق غالوديت على السماح للنساء بالتقدم بنية عدم مبيت النساء. اتخذت ترتيبات للمعيشة المؤقتة وبقيت الكلية مختلطة. 

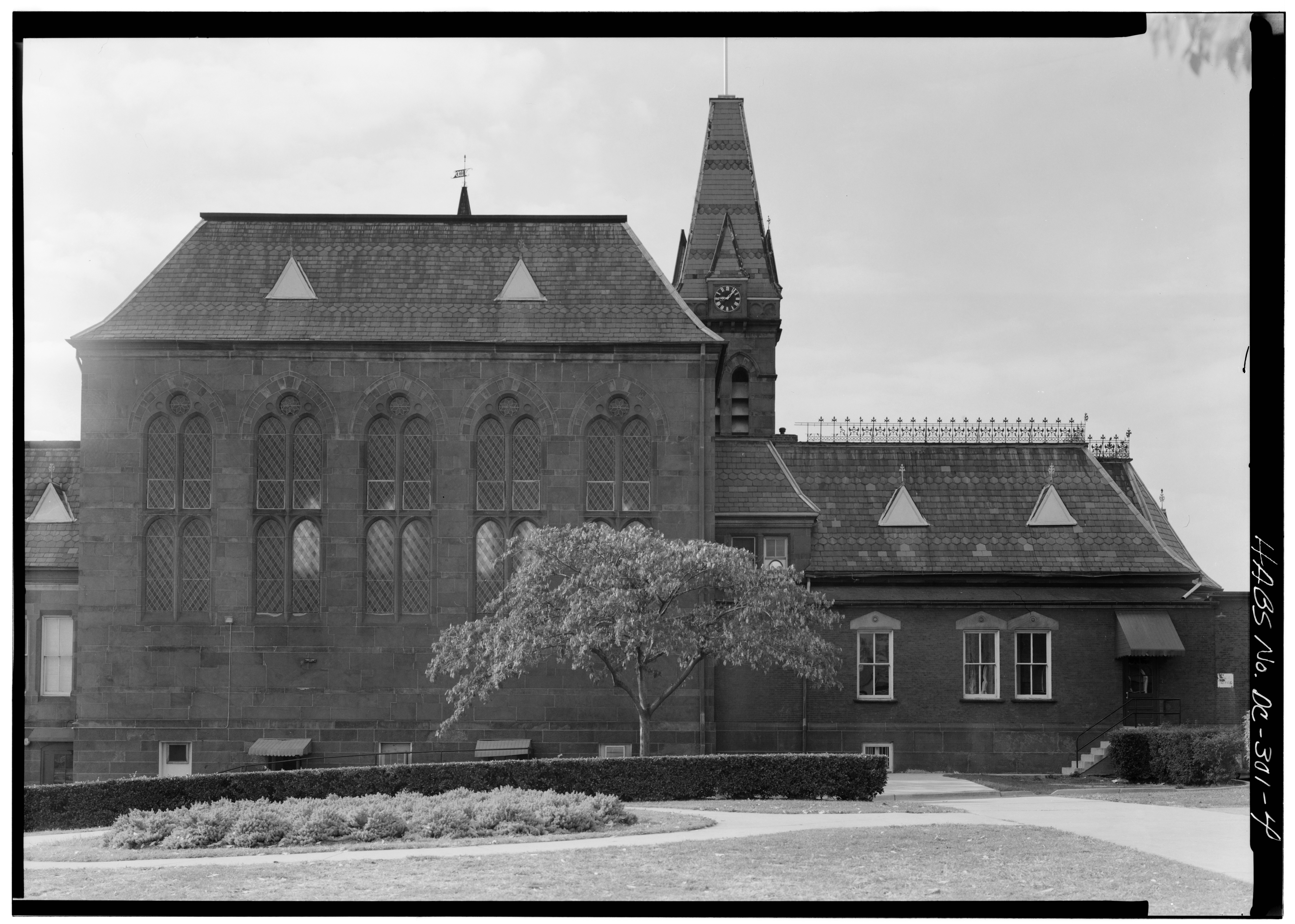
منظر خارجي للكنيسة
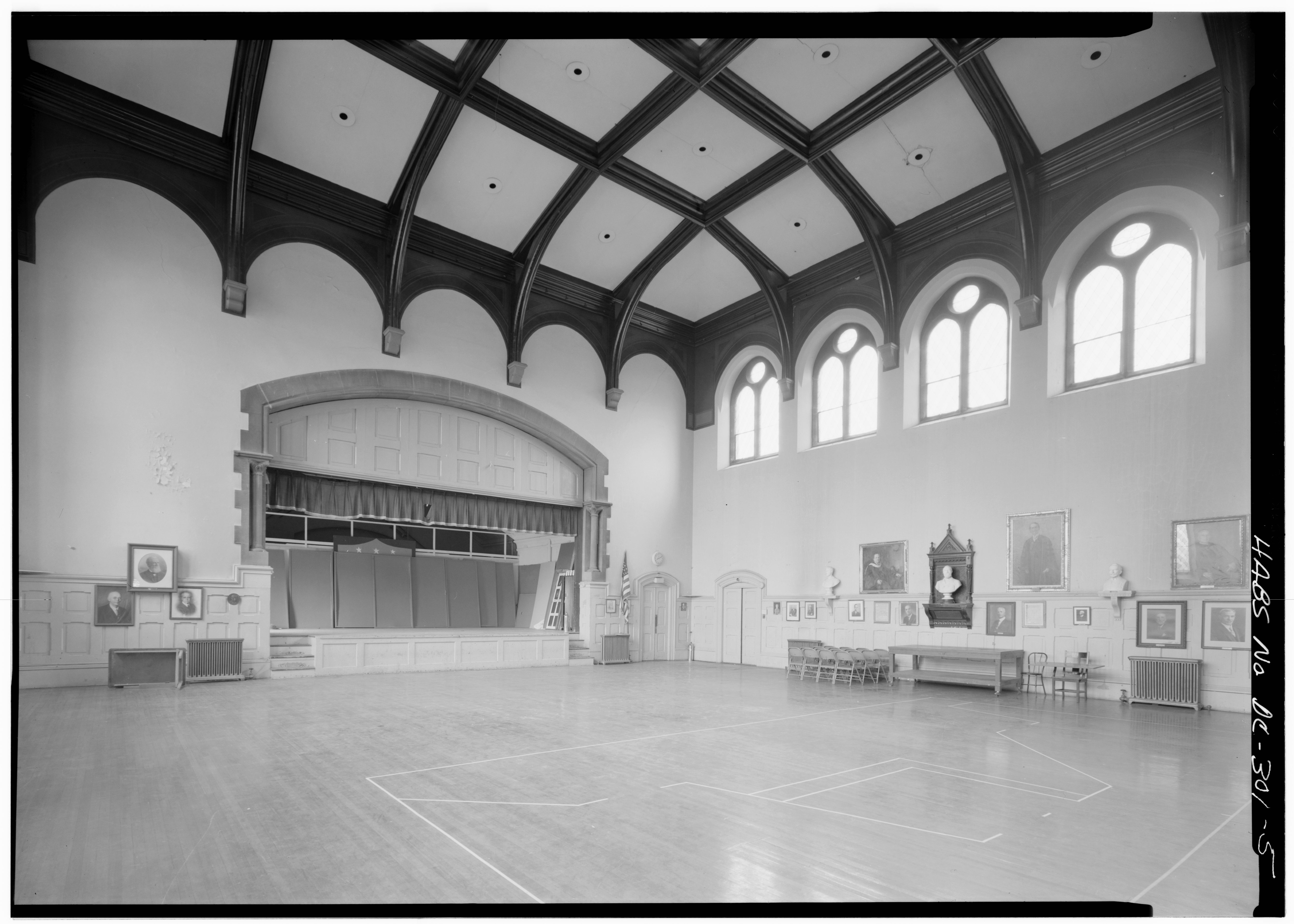
داخل الكنيسة ، عرض الجوقة
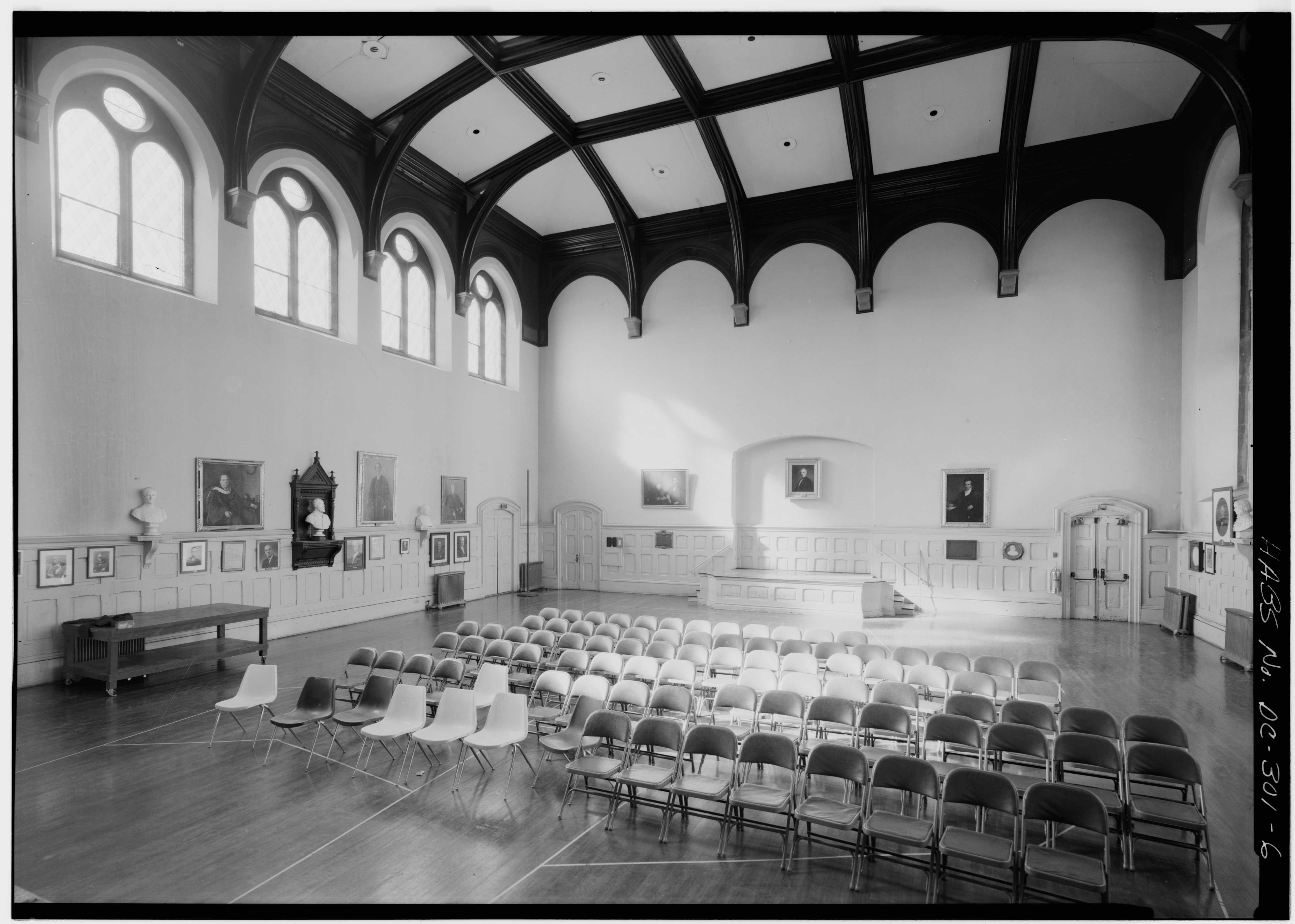
داخل الكنبسة ، عرض المنبر
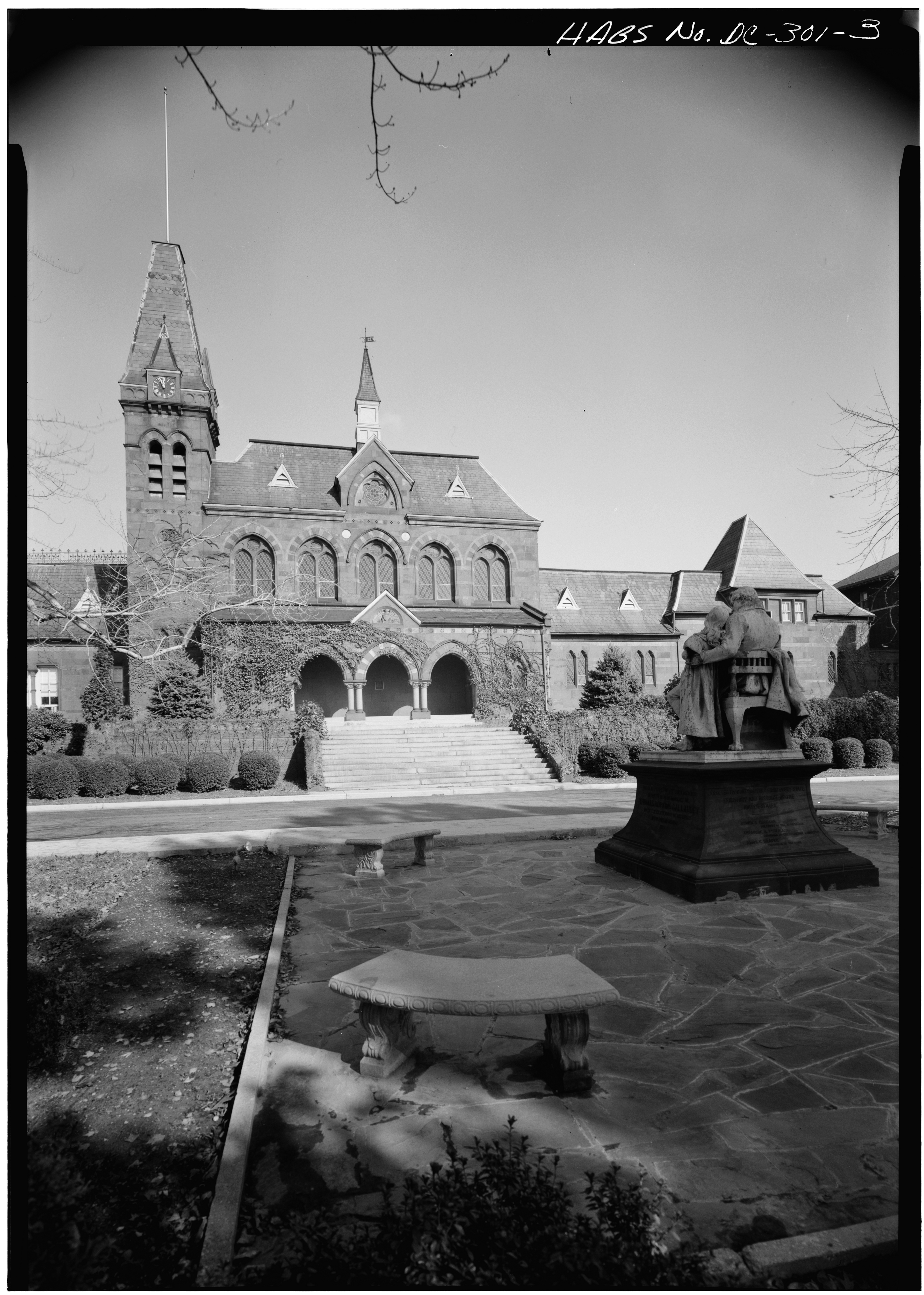
قاعة الكنيسة
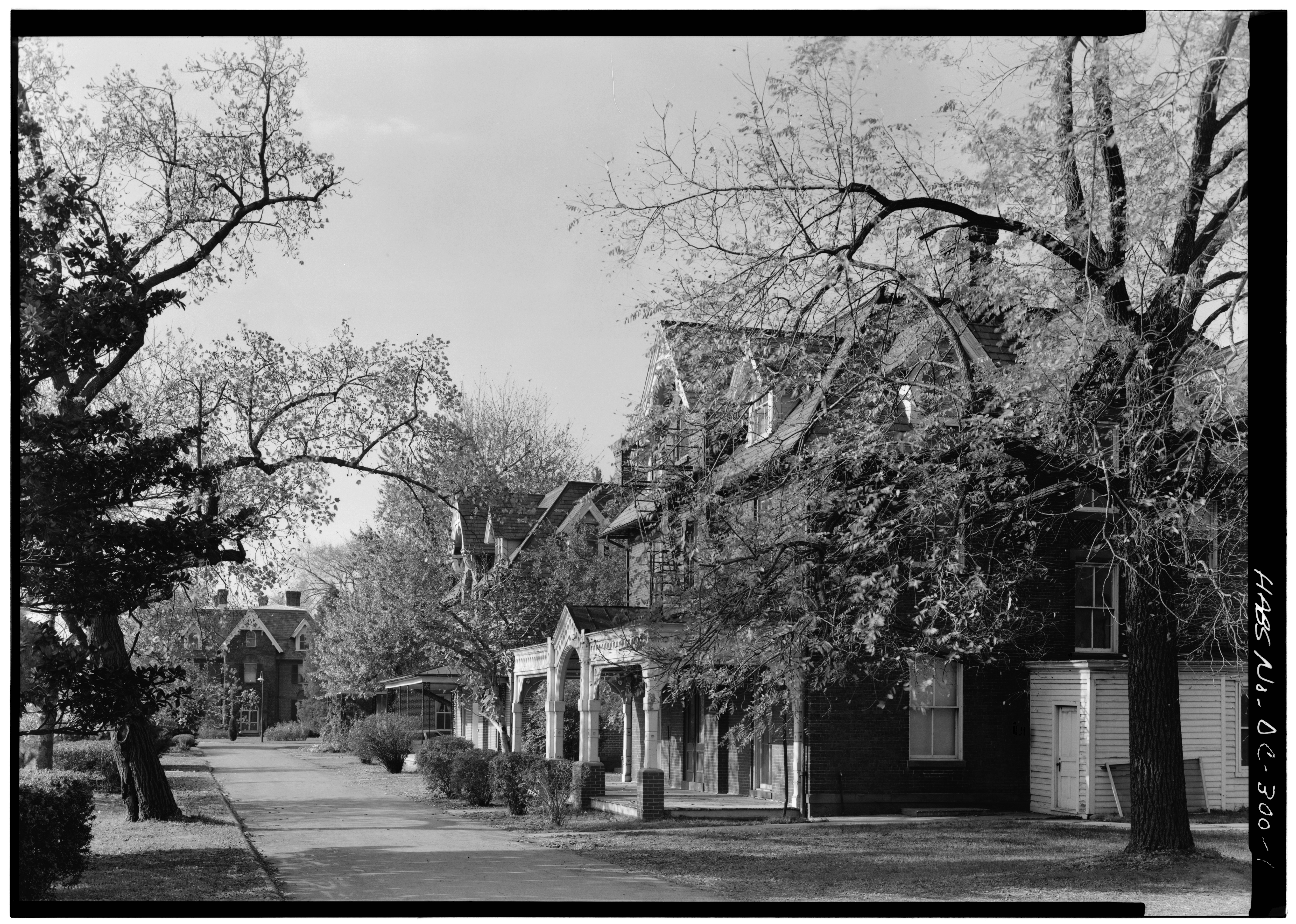
عرض الحرم الجامعي يتجه جنوبًا نحو صف أعضاء هيئة التدريس

### القرن العشرون
في عام 1954، قام الكونغرس بتعديل ميثاق المؤسسة، وتغيير اسم المؤسسة إلى كلية غالوديت ، والذي كانت الاسم الرسمي لقسم الجامعة منذ عام 1894.
كان جورج إرنست ديتمولد خلال السنوات الـ 17 التي قضاها عميداً للكلية في الخمسينيات والستينيات، شخصية مهمة في مساعدة الكلية على تحقيق الاعتماد. كما قاد الكلية في تطوير أقسام جديدة، وخاصة الدراما. قام بإخراج عروض مسرح غالوديت، والتي أدت في النهاية إلى بدء المسرح الوطني للصم ‏.
في عام 1986، عدل الكونغرس مرة أخرى ميثاق المعهد، وأطلق عليه اسم جامعة غالوديت .

### رئيس أصم الآن (1988)
أحدثت إضرابات الطلاب في جامعة غالوديت ابتداءًا من 6 مارس 1988 ثورة في مفهوم ثقافة الصم وتعليمهم. غضب الطلاب الصم عند اختيار رئيسة أخرى من السامعين، وهي إليزابيث زينسر ‏؛ لم تقم الجامعة قط باختيار شخص أصم لهذا المنصب. طالب الخريجين وأعضاء هيئة التدريس والموظفين والطلاب بأن يكون الرئيس القادم للجامعة أصمًا. بعد أسبوع من الاحتجاج والفعاليات، استقالت زينسر وحل محلها إيرفين كينغ جوردان. أصبحت هذه الحركة معروفة باسم رئيس أصم الآن ‏.

### حركة وحدة غالوديت (2006)

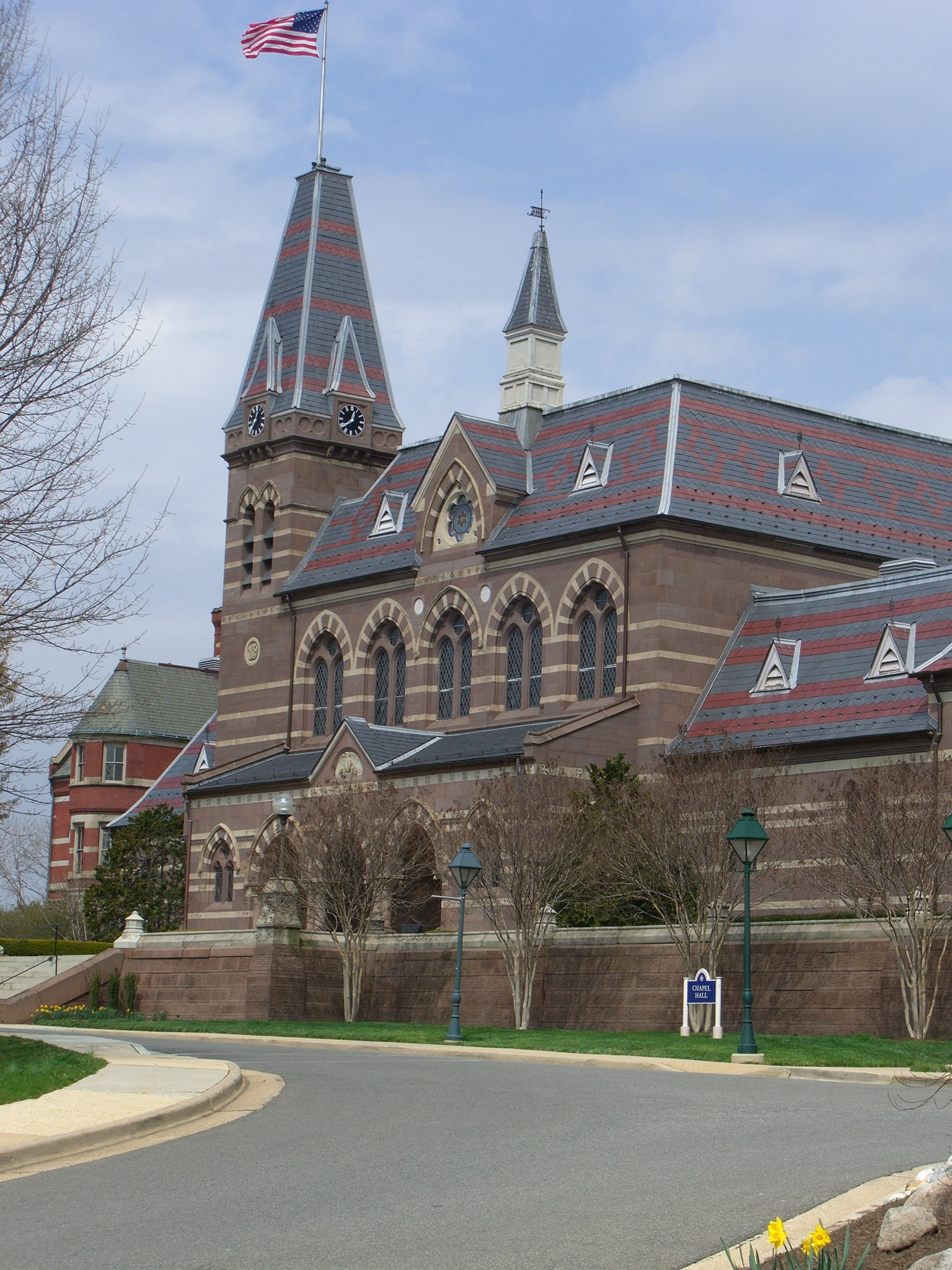
قاعة تشابيل هول

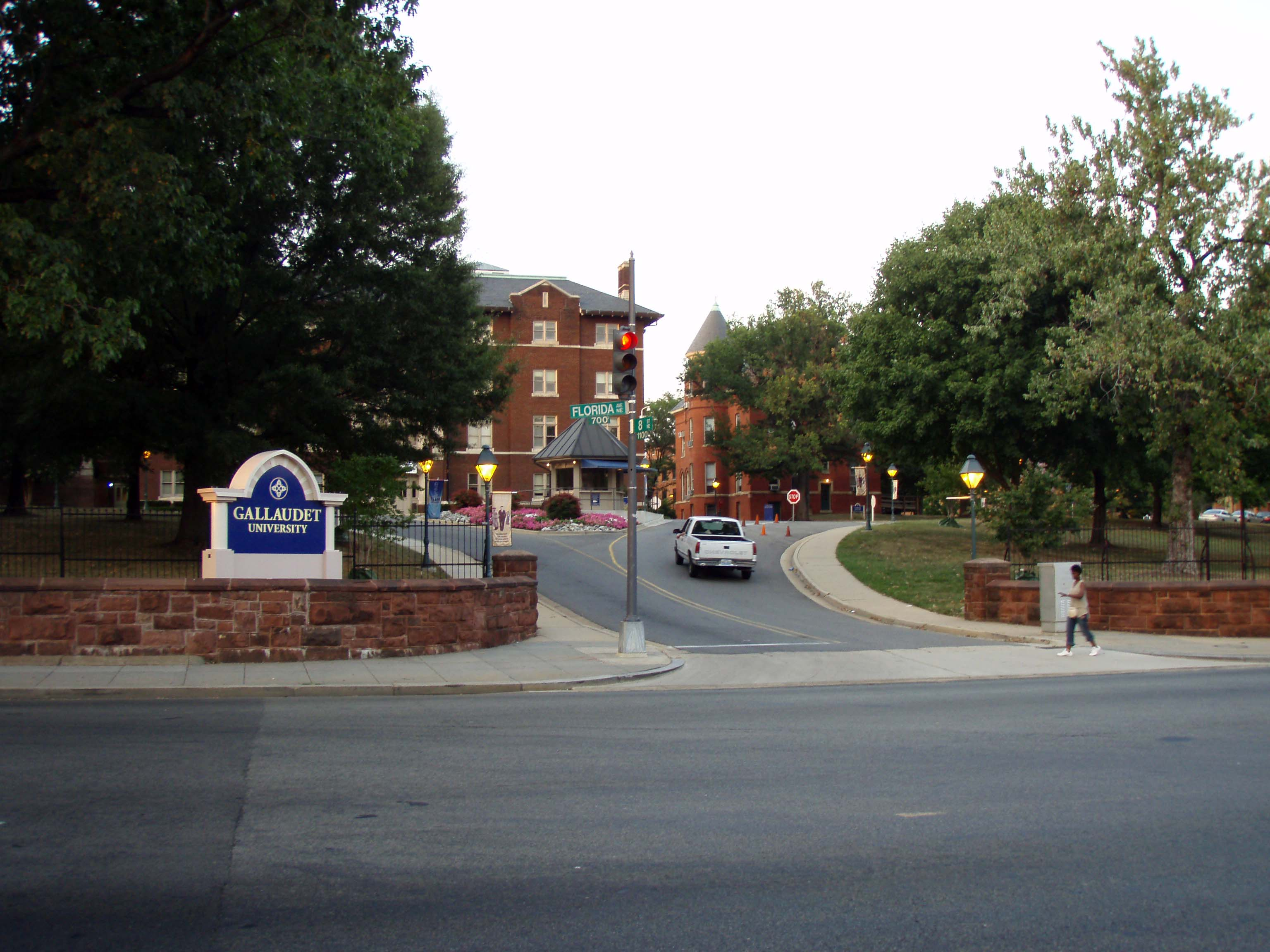
مدخل شارع فلوريدا

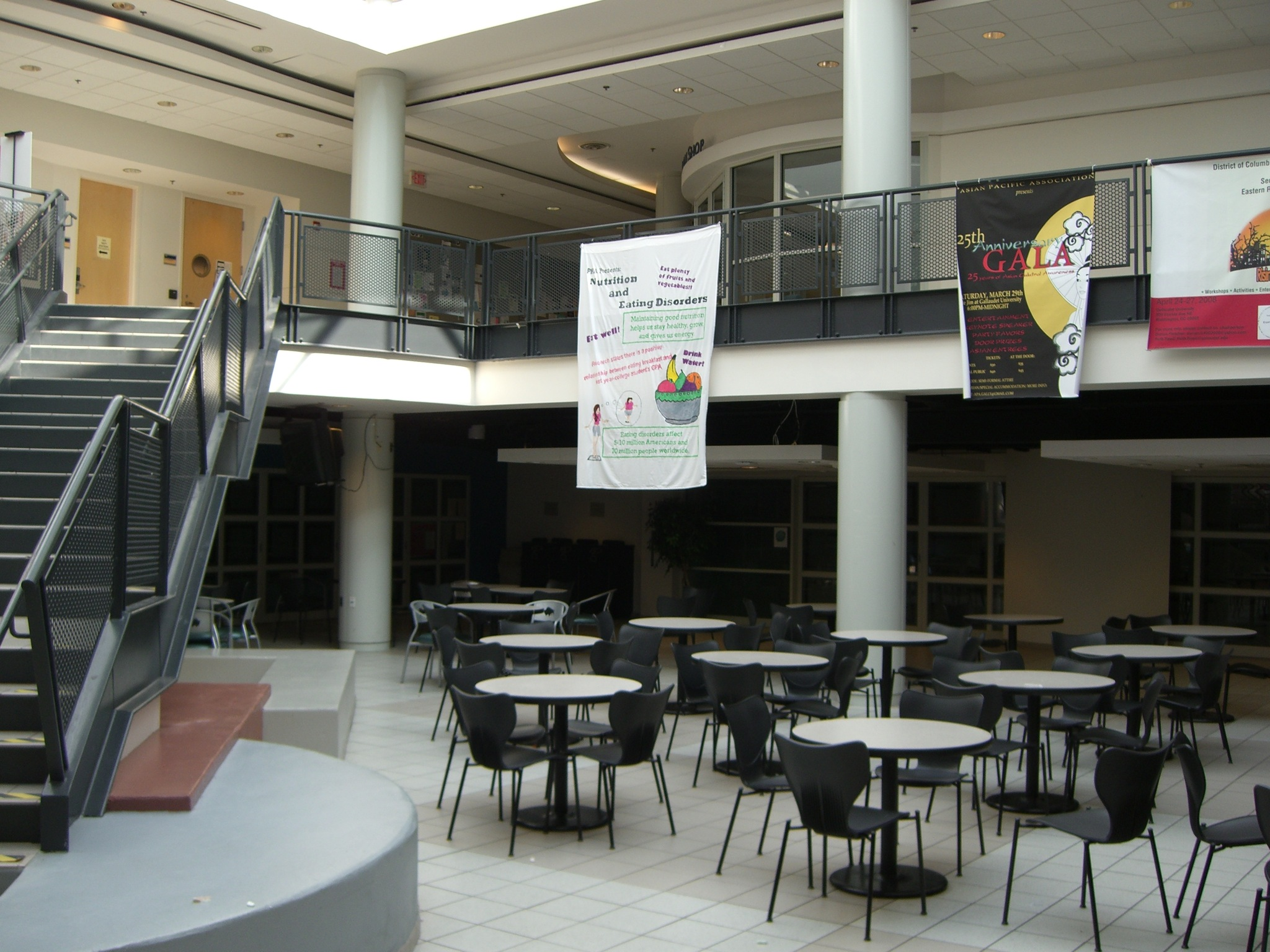
مركز الطلاب الأكاديمي

أعلن جوردان تقاعده في سبتمبر 2005. في 1 مايو 2006، أعلن مجلس أمناء الجامعة أن جين فيرنانديز، نائبة رئيس الجامعة الحالي، ستكون رئيسة الجامعة القادم. قوبل ذلك باحتجاجات من الطلاب، سواء في الحرم الجامعي أو في مدونات ومنتديات الإنترنت.
في البداية، أشار الطلاب إلى عدم وجود تنوع عرقي بين المتنافسين وافتقار فرناندز للدفء،  وافتقارها إلى الطلاقة في لغة الإشارة الأمريكية.
اتهم جوردان علنا بعض الرافضين برفض فرنانديز فقط لأنها «ليست صماء بما فيه الكفاية». ووصف الاحتجاج بأنه حول "سياسة الهوية "، قائلاً: «نحن نتشاجر بشأن معنى أن نكون صماء».
ذكرت صحيفة واشنطن بوست أن فرنانديز «تود أن ترى أن المؤسسة أصبحت أكثر شمولاً للأشخاص الذين ربما لم يكبروا مستخدمين لغة الإشارة»، مشيرةً إلى أنه يجب على غالوديت احتضان «جميع أنواع الأشخاص الصم». قال الذين عارضوها أنهم يخشون «إضعاف لغة الإشارة الأمريكية في مؤسسة يجب أن تكون هي التي تحملها على عاتقها». وقال المحتجون أن فرنانديز شوهت حججهم وأن الاحتجاج تركز على عجزها عن القيادة، وعملية اختيار غير عادلة ومشاكل قديمة في المدرسة.
في احتجاج ربيع عام 2006، قام الطلاب بإغلاق المداخل إلى حرم غالوديت، ونظموا مسيرات، وأقاموا خيامًا بالقرب من المدخل الرئيسي للجامعة. قالت فرنانديز، التي تم توليتها منصب القائم بأعمال الرئيس حتى تقاعد جوردان، أنها لن تتنحى. في 8 مايو، صوت أعضاء هيئة التدريس لسحب الثقة من فرنانديز.
عندما استؤنفت السنة الدراسية لخريف عام 2006، واصل بعض الطلاب وأعضاء هيئة التدريس والموظفين والخريجين احتجاجهم، مطالبين فرنانديز بالتنحي والسماح ببدء عملية البحث عن رئيس جديد. في 11 أكتوبر، أغلقت مجموعة من الطلاب المحتجين الحرم الجامعي. في 16 أكتوبر في اجتماع دوري منتظم، صوت أعضاء هيئة التدريس من 138 إلى 24 لمنع فرنانديز من أن تصبح رئيسةً لجامعة غالوديت.
قالت فرنانديز: «أنا حقًا لا أفهم، لذلك يجب أن أعتقد أنه ليس عني. . . . أعتقد أن الأمر يتعلق بالتطور والتغيير والنمو في مجتمع الصم.» 
في 29 أكتوبر، سحبت الجامعة تعيين فرنانديز. في مقال رأي في الواشنطن بوست ، دافع جوردان عن تصريحات فرنانديز وندد بقرار المجلس وتصرفات المحتجين، قائلاً: «أنا مقتنع بأن المجلس ارتكب خطأً خطيرًا في الاستجابة لمطالب المحتجين من خلال إنهاء رئاسة فرنانديز قبل أن تبدأ».
في 10 ديسمبر 2006، أعلن مجلس الأمناء أن روبرت دافيلا ‏ سيعمل كرئيس مؤقت لفترة تصل إلى عامين. تم تنصيبه رسميًا في 9 مايو 2007، خلال احتفال تضمن خطابا ألقاه مندوب الكونغرس في دي سي إليانور هولمز نورتون، الذي تحدث بشكل إيجابي عن احتجاج عام 2006. استقال روبرت يوم 31 ديسمبر 2009.
في 29 يونيو 2007، في أعقاب الجدل الدائر حول رئاسة الجامعة، تم وضع غالوديت مؤقتًا تحت المراقبة من قبل منظمة الاعتماد التابعة لها، وهي لجنة التعليم العالي التابعة لرابطة الولايات الوسطى للكليات والمدارس . أفيد أيضًا أنه في عام 2006، وجد مكتب الإدارة والميزانية أن «غالوديت فشلت في تحقيق أهدافها أو أظهرت انخفاضًا في الأداء في المجالات الرئيسية، بما في ذلك عدد الطلاب الذين يظلون في المدرسة أو الدراسات العليا أو يتابعون شهادات الدراسات العليا أو يجدون وظائف بعد التخرج.»  في يناير 2007، كتب الرئيس السابق جوردان افتتاحية حول الموضوع الذي ظهر في الواشنطن بوست. أكدت لجنة الولايات الوسطى لاحقًا اعتماد غالودت في 27 يونيو 2008.
في 18 أكتوبر 2009، أعلن مجلس الأمناء أن الرئيس العاشر لغالوديت سيكون آلان هورويتز. بدأ فترة ولايته في 1 يناير 2010، وخدم حتى تقاعده في 31 ديسمبر 2015، وخلفته روبرتا كوردانو ‏، الرئيسة الحادية عشرة.

## ميثاق الكونغرس
تقر الجامعة بأنها «هي مؤسسة أنشأها الكونغرس وتخدم الأهداف الحكومية». أوضحت الجامعة ووزارة التعليم أن الحكومة الفيدرالية قامت بتأسيس غالوديت لتتخذ شكل «مؤسسة تعليمية خاصة غير ربحية منظمّة فيدراليا». تلعب الحكومة الفيدرالية أدوارًا مختلفة داخل المؤسسة:
- قام الكونغرس بتأسيس معهد كولومبيا في عام 1857، وقام بتعديل ميثاقه بشكل كبير في عام 1954، وأذن بمخصصات دائمة من الكونغرس. في عام 1986، أقر الكونغرس قانون تعليم الصم وعدله في عام 1992. تشكل أعمال الكونغرس جزءًا من «القانون الأعلى لجامعة غالوديت».[43]
- يجب على غالوديت الحصول على تصريح من وزير التعليم الأمريكي من أجل بيع أو نقل ملكية أي من ممتلكاتها الحقيقية.[12]
- يتم التوقيع على شهادات جميع خريجي غالوديت من قبل الرئيس الحالي للولايات المتحدة، والذي يرجع إلى توقيع الرئيس الأمريكي غرانت على شهادات الطلاب عام 1872.[44]
- يتم تعيين ثلاثة أعضاء من الكونغرس في مجلس أمناء الجامعة «كأعضاء من العامة».[45]
- يجب على غالوديت تقديم تقارير سنوية إلى وزير التعليم.[46]
- «تتلقى غالوديت الجزء الأكبر من دخلها في شكل اعتماد سنوي من الكونغرس، وتشرف وزارة التعليم على مخصصات الجامعة للحكومة الاتحادية».[47]
- يحق لجامعة غالوديت (والمعهد الفني الوطني للصم) القيام بعمليات شراء من خلال إدارة الخدمات العامة .

يحتوي التقرير السنوي الخامس والخمسون لـ غالوديت  على ملحق يتضمن نص 99 قانونًا فيدراليًا متعلقة بـ غالوديت / كولومبيا والتي تم سنها بين عامي 1857 و 1912.

### الزيارات الرئاسية
كانت هناك 15 مناسبة في تاريخ غالوديت قام خلالها رئيس أمريكي بزيارة الحرم الجامعي أو حضر مناسبة رسمية خارج الحرم الجامعي. الزيارة الثانية للرئيس جونسون، في عام 1966، كانت غير معلنة ومرتجلة. كان الرئيس كينيدي يخطط لحضور الاحتفال بالذكرى المئوية في غالوديت في عام 1964، لكنه اغتيل.
- الرئيس يوليسيس غرانت، 1870 و 1871.[51][52]
- الرئيس رذفور هايز، عام 1877، [53] عام 1878 و1879 و1880.[54][55][56][57]
- الرئيس جيمس جارفيلد، 1881.[58][59][60]
- الرئيس تشستر آرثر، 1882.[61]
- الرئيس غروفر كليفلاند، 1885.[62]
- الرئيس بنيامين هاريسون، 1889 (زيارتين، أيار / مايو وحزيران / يونيو).[63][64]
- الرئيس ثيودور روزفلت، 1906.[65][66][67]
- الرئيس ليندون بينز جونسونعام 1964[68][69][70] و 1966.[71][72]
- الرئيس بيل كلينتونفي العام 1994.[73]

## الدراسة الأكاديمية
يتم تقديم العديد من البرامج والتخصصات في جامعة غالوديت. التخصصات الخمسة الأكثر شعبية هي الأعمال، الفنون المرئية والأدائية، دراسات الاتصال، التربية البدنية، وعلم النفس. تقدم جامعة غالوديت ثلاثين برنامجًا للدراسات العليا في عشرة أقسام بالإضافة إلى دورات التعليم المستمر عبر الإنترنت وفي الحرم الجامعي. تحتوي أكثر من 90 بالمائة من الفصول الدراسية المقدمة في جامعة غالوديت على أقل من 20 طالبًا. معدل استبقاء الطلاب الجدد في الجامعة منخفض نسبيًا، حيث يبلغ 72 في المائة، ومعدل التخرج لمدة أربع سنوات منخفض أيضًا، حيث يبلغ 16 في المائة.   
يتم تدريس الفصول الدراسية بلغة الإشارة الأمريكية مع عدم استخدام اللغة الإنجليزية المنطوقة، ويتم تصميم مواد المناهج بكل من لغة الإشارة الأمريكية واللغة الإنجليزية. الفصول الدراسية ذات توجه بصري، ويتم تنظيمها حول فلسفة مساحة الصم، فمثلا جميع المكاتب مرتبة في دائرة بحيث يمكن لجميع الطلاب والمدرسين رؤية بعضهم البعض لإجراء مناقشات. إذا احتاج الأستاذ إلى جذب انتباه الفصل، فسيومض إشارة ضوئية.

## الحرم الجامعي

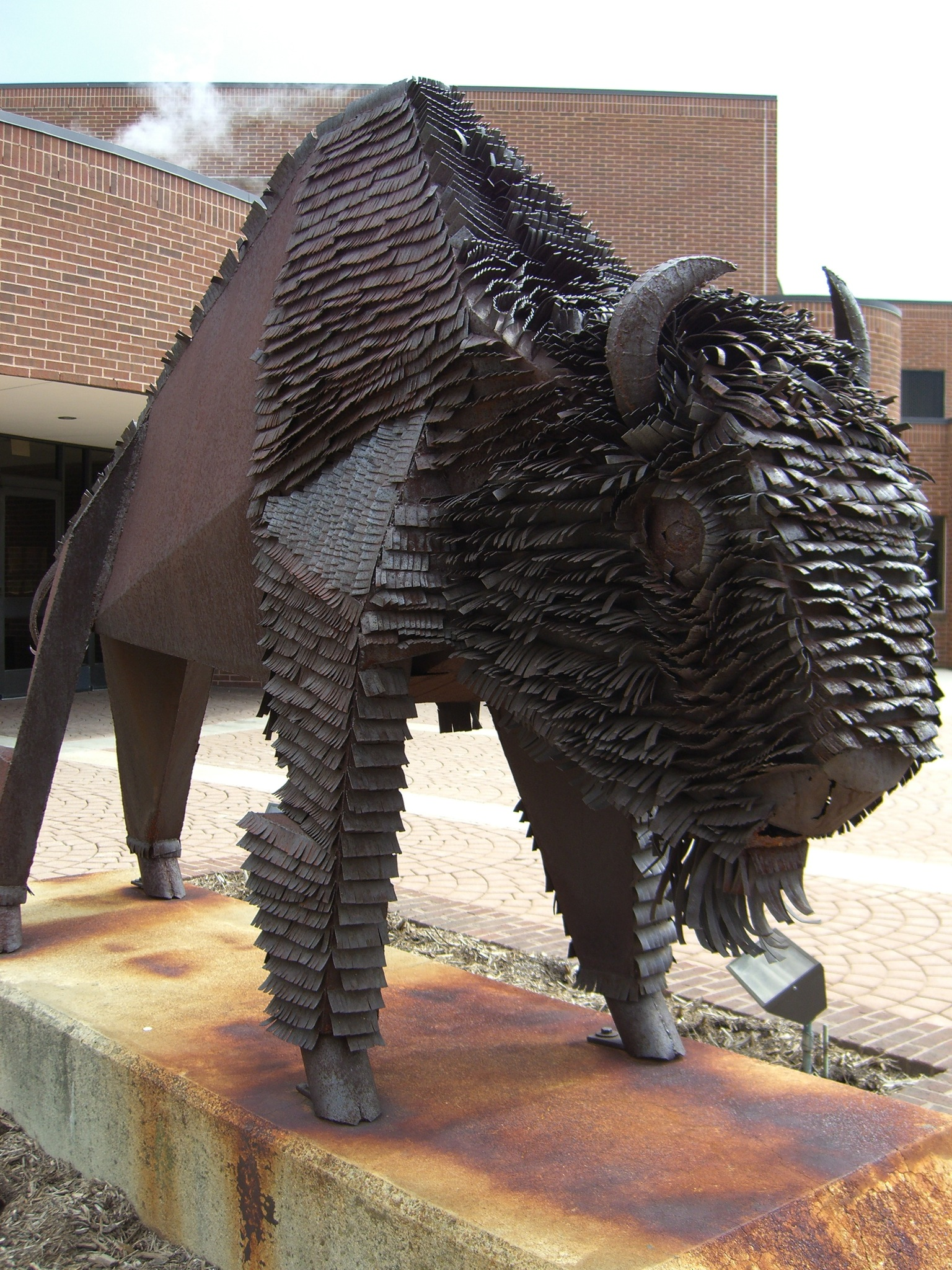
بيسون ، جالب الحظ

### مبان تاريخية
تم تصنيف حرم غالوديت، الذي يضم منطقة كلية غالوديت التاريخية، كمكان تاريخي في العديد من السجلات والمسوحات:
- تمت إضافة منطقة كلية غالوديت التاريخية إلى السجل الوطني للأماكن التاريخية في عام 1974.[78][79]
- جرد المواقع التاريخية لمقاطعة كولومبيا (أضيفت للقوائم في 1964 و 1973).[80][81]
- تسمية المعالم التاريخية الوطنية (أضيفت عام 1965).[82]
- مسح المباني الأمريكية التاريخية (أضيف عام 1933).[83]

### المدرسة الابتدائية والثانوية داخل الحرم
تتم مشاركة الحرم الجامعي مع مدرسة كيندال الإيضاحية الابتدائية، وهي مدرسة نهارية تقدم خدماتها للطلاب الصم وضعاف السمع من الولادة وحتى الصف الثامن،  والمدرسة الثانوية النموذجية للصم ، وهي مدرسة ثانوية داخلية للصم وضعاف السمع.

### إعادة تطوير الحرم الجامعي (2015-2024)
في أكتوبر 2014، أعلن مجلس أمناء جامعة غالوديت عن تطوير حرم الجامعة لمدة 10 سنوات بقيمة 450 مليون دولار على طول الشارع السادس. ستشرف شركة جي بي جي سميث على التطوير ، الذي يشمل كلاً من ممتلكات الحرم الجامعي وكذلك العقارات السكنية والتجزئة المملوكة للكلية عبر الشارع.

## الألعاب الرياضية
غالوديت هي عضو في NCAA Division III ومؤتمر الشمال الشرقي الرياضي . الفرق التي تلعب في مؤتمر الرياضات شمال الشرقي هي فرق كرة السلة للرجال والسيدات ، واختراق الضاحية ، وفرق كرة القدم ، إلى جانب فرق البيسبول والكرة اللينة والكرة الطائرة. ومع ذلك ، يلعب فريق غالوديت لكرة القدم في مؤتمر كرة القدم الشرقية الجماعية . بالإضافة إلى فريق كرة القدم ، الذي يلعب في مؤتمر مختلف عن معظم الألعاب الرياضية في غالوديت ، تتنافس فرق السباحة للرجال والسيدات ، وكذلك فرق الرجال والسباق والميدان ، وكمستقلين. تتنافس الجامعة في لعبة البيسبول وكرة السلة والضاحية وكرة القدم والمضمار والداخلية والخارجية وكرة القدم والكرة اللينة والسباحة والتنس والكرة الطائرة والمصارعة . ألوانها برتقالية وزرقاء، تم اختيارها مثل الزي الرسمي لجنود الاتحاد في الحرب الأهلية.
تلعب فرق كرة القدم وكرة القدم في ملعب هوتشكيس فيلد مع فرق المضمار والميدان التي تستخدم لعبة بيرغ تراك داخل ملعب هوتشكيس فيلد للقاءات. تستخدم كرة السلة والكرة الطائرة GU Field House للألعاب المحلية. Hoy Field هي موطن لفريق البيسبول ويستضيف GU Softball Complex فريق الكرة اللينة.

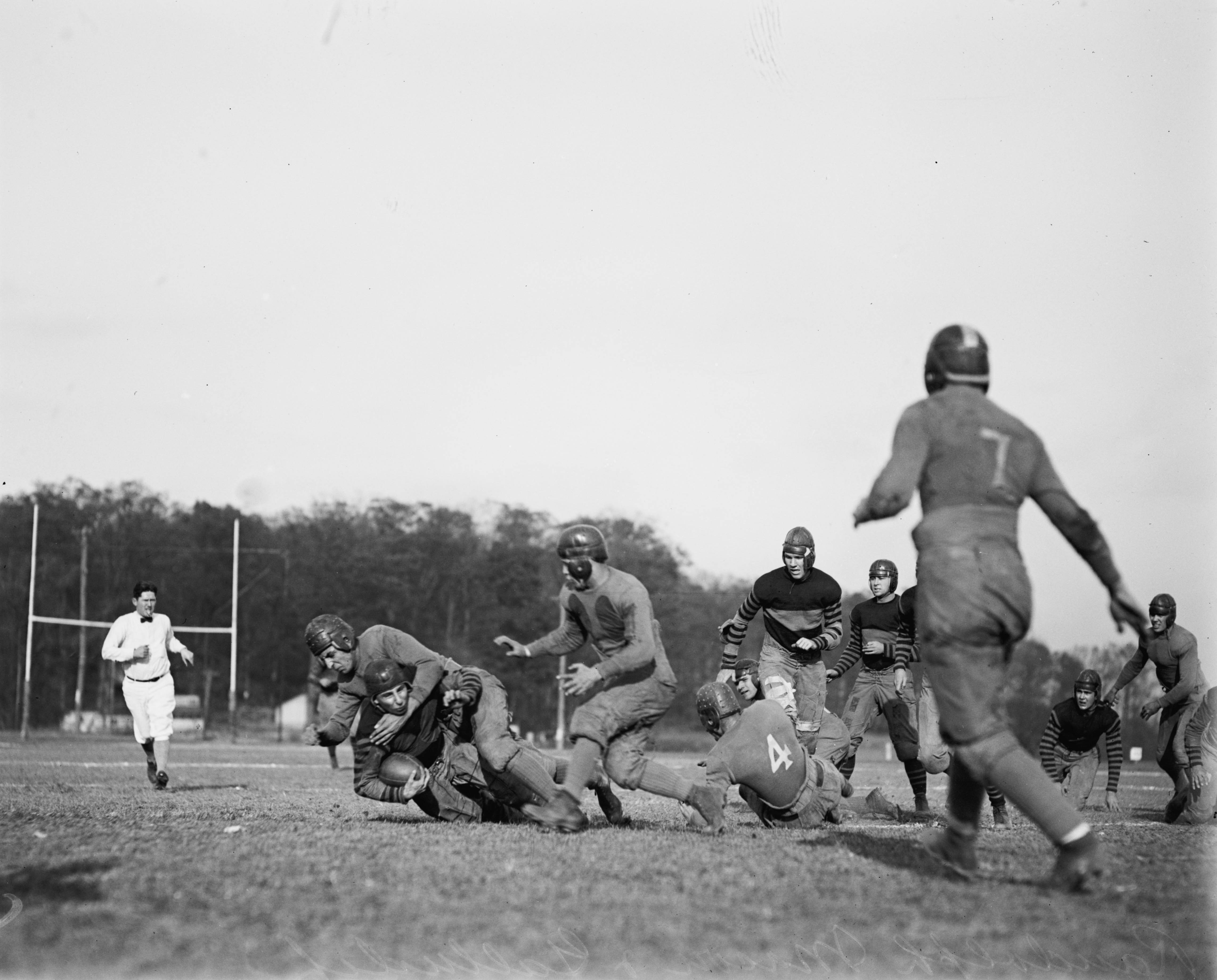
كرة القدم جالوديت (1923)

### رياضيون معروفون
من الرياضيين البارزين الذين حضروا الجامعة:
- ريتشارد جاكوبس ، عضو في فريق منتخب الولايات المتحدة لكرة اليد، شارك في العديد من الألعاب الدولية؛ كان واحدا من آخر المستبعدين من فريق كرة اليد الأولمبي الأمريكي
- فاز دون بيرلي ، المؤهل أوليمبيا ، بالعديد من البطولات الكندية الوطنية للتايكواندو ؛ لم يصل إلى الألعاب الأولمبية قط لأن التايكوندو لم تكن تعتبر رياضة ميدالية في الألعاب الأولمبية الصيفية لعام 1996 .
- كان ديني غوين ، وهو كندي آخر ، أفضل مطلق نار في الهواء في البلاد ؛ بينما كان يمثل غالوديت في بطولة إطلاق النار الوطنية للجامعات ، حصل على المركز الأول في البلاد ، على الرغم من الاضطرار إلى التدرب على ميدان رماية خارج الحرم الجامعي بسبب مخاوف تتعلق بالسلامة
- فاز مارفن مارشال ببطولة القفازات الذهبية للملاكمة المحلية بواشنطن العاصمة وشارك في البطولة الوطنية للقفازات الذهبية ؛ شارك في أكثر من 500 مباراة هواة خلال مسيرته في الملاكمة
- كان جيليان هول بطل سباحة متزامن لولاية كونيتيكت
- أصبح توني تاتوم ، الظهير الخلفي من 2009-2012، وأول لاعب كرة قدم أمريكية في جامعة غالوديت يلعب باحتراف. انضم إلى AFL's Utah Blaze وحقق 3 اعتراضات. يلعب حاليا لصالح كليفلاند جلادييتورز.

## البحث العلمي
مكتب غالوديت لدعم البحوث والشؤون الدولية (RSIA) (المعروف سابقًا باسم معهد غالوديت للأبحاث أو GRI) معترف به دوليًا لقيادته في الأبحاث المتعلقة بالصمم. يقوم باحثو RSIA بجمع وتحليل البيانات المتعلقة بالخصائص الاجتماعية والأكاديمية والإدراكية للصم وضعاف السمع ، بشكل أساسي لتوفير المعلومات التي يحتاجها المعلمون في هذا المجال. يتمتع الموظفون بمهارات في مختلف منهجيات البحث بما في ذلك الدراسات الاستقصائية ووضع معايير الاختبار والتقييم والدراسات الإثنوغرافية والدراسات السريرية وإدارة المعلومات. في عام 2016، بدأت RSIA في استضافة معرض غالوديت للأبحاث لمنح الطلاب وأعضاء هيئة التدريس والموظفين «الفرصة لمشاركة الأفكار وعرض المساعي والإنجازات العلمية.»  تغطي الندوات «التعليم ، واللغويات ، STM ، علم الأعصاب ، التفسير والترجمة ، علوم الكمبيوتر ، السمعيات ، علم النفس ، دراسات الصم ، وغيرها من المجالات التي تعكس أولويات بحث غالوديت.»  عُقِد معرض غالوديت للأبحاث الثالث في أكتوبر 2018.
تنشر مطبعة جامعة غالوديت ‏ مجلتين أكاديميتين ، السجلات الأمريكية للصم (تأسست عام 1847) دراسات لغة الإشارة (تأسست عام 1972). مجلة الدورية السنوية «الدورية الأقدم والأكثر قراءة على نطاق واسع باللغة الإنجليزية التي تتعامل مع الصمم وتعليم الصم».
ينشر قسم علم النفس في Psi Chi مجلة سجلات غالوديت لعلم النفس . تتم إدارة المجلة وتحريرها من قبل أعضاء طلاب الدراسات العليا في القسم. تم تصميم السجلات من أجل «محاكاة المجلات الاحترافية التي تتم مراجعتها من قِبل النظراء»  وتوفر لطلاب الدراسات العليا فرصة لنشر أبحاثهم الأصلية في علم النفس. في عام 2018، نُشر الفصل الخامس من السجلات .
في خريف عام 2010، أطلق قسم دراسات الصم في الجامعة المجلة الرقمية لدراسات الصم  (DSDJ)، وهي أول مجلة أكاديمية للفنون الإبداعية والإبداعية بلغة الإشارة الأمريكية واللغة الإنجليزية. يتم نشر محتوى DSDJ نفسه بنسق يستند إلى الفيديو بالكامل ومتاح عبر الإنترنت. حتى الآن ، تم إصدار أربعة أعداد فقط من DSDJ ، تم نشر أحدثها في عام 2014.

## خريجين بارزين
- [[برنارد براج] ، ممثل
- روبرت ر. دافيلا، الرئيس التاسع لغالوديت (المرحلة الجامعية الأولى ، 1953)
- نيل ديماركو، ممثل أمريكي ، عارض أزياء وناشط
- فيليس فريليش، ممثلة
- تيرون جيوردانو، ممثل
- أليس لوغي هاجماير، أمينة مكتبة
- أولوف هانسون، مهندس معماري أمريكي
- راسل هارفارد، ممثل
- بروس هليبوك، كاتب مسرحي ، مؤلف ، ممثل
- [كينغ جوردان]]، الرئيس الثامن لغالوديت (المرحلة الجامعية الأولى ، 1970)
- إيلا ماي لينتز، شاعرة
- دوروثي مايلز، شاعرة وناشطة بريطانية
- ويلما نيوهودت دروخن، سياسية جنوب أفريقية
- لويز ستيرن، كاتبة وفنانة
- شوشانا ستيرن، ممثلة
- جورج فيدتز، مدرس ، مخرج أفلام بلغة الإشارة الأمريكية ، محافظ على لغة الإشارة الأمريكية
- مارلي ماتلن، ممثلة ، ناشطة ، مؤلفة ، وفائزة بجائزة الأوسكار

## أعضاء هيئة التدريس البارزين
| كلية                     | عدد سنوات الخدمة | سنوات في الخدمة       |
| ------------------------ | ---------------- | --------------------- |
| بيرسيفال هول             | 58 سنة           | 1895-1953             |
| إدوارد ألين فاي          | 57 سنة           | 1866-1923             |
| جون ب. هوتشكيس           | 53 سنة           | 1869-1922             |
| إدوارد ماينر غالوديت     | 46 سنة           | 1864-1910             |
| آموس ج. درابر            | 44 سنة           | 1873-1917             |
| ايرفينغ فوسفيلد          | 44 سنة           | 1916-1960             |
| إليزابيث بنسون           | 44 سنة           | 1926-1970             |
| ويليام س. ستوكوي ، الابن | 29 سنة           | 1955-1984             |
| ر. اورن كورنيت           | 19 سنة           | 1965-1984             |
| تيريزا بلانكماير بيرك    | 13 سنة           | 2005 إلى الوقت الحاضر |
| بيتي جي ميلر             | 17 سنة           |                       |

## قائمة رؤساء جامعة غالوديت
- إدوارد ماينر غالوديت (1864-1910)
- د. بيرسيفال هول (1910-1945)
- ليونارد إم إلستاد (1945-1969)
- إدوارد سي. ميريل جونيور (1969-1983)
- لويد جونز (من أكتوبر 1983 إلى يناير 1984)
- جيري سي لي (1984-1988)
- إليزابيث أ. زينسر (مارس 1988)
- أ. كينغ جوردان جونيور (1988-2006)
- روبرت دافيلا (2006-2009)
- ت. آلان هورويتز (2010-2015)
- روبرتا كوردانو (2016 إلى الوقت الحاضر)

## روابط خارجية
- الموقع الرسمي
- الموقع الرسمي لألعاب القوى